# Дивізіон 3 (Франція)
Дивізіон 3 (фр. Division 3) — колишній третій дивізіон у системі футбольних ліг Франції після Дивізіону 1 та Дивізіону 2, що існував з 1970 по 1993 рікі був найвищим рівнем аматорського футболу країни. 

## Історія
Дивізіон 3 замінив у 1971 році Аматорський чемпіонат Франції. На відміну від свого попередника новий турнір хоч і залишався аматорським, але був включений до системи футбольних ліг Франції, що дозволяло найкращим аматорським клубам приєднуватись до Дивізіону 2, відкритого як для професіональних так і аматорських клубів. «Батьками» цієї зміни Фернан Састре і Анрі Патрель, які майже десять років боролися за знищення бар'єру між професіональним і аматорським футболом, який існував з 1932 року.
1993 року був замінений на напівпрофесіональний Національний чемпіонат, де могли грати як професіональні, так і аматорські команди.

## Формат
У турнірі брали участь аматорські клуби та резервні команди професіональних клубів, розділені на шість географічних груп по 16 клубів, загалом 96 команд. Резервні команди не мали права на вихід у Дивізіон 2, тому найкращий аматорський клуб у кожній групі (загалом 6 клубів) підвищувались у класі. Щодо вилетів, то резервні команди могли покинути дивізіон на рівні із аматорськими і по три останні команди з кожної групи понижувались у класі. З 1971 по 1978 рік нижче за рівнем були вже регіональні ліги, а з 1978 по 1993 рік ним був новостворений Дивізіон 4.
Наприкінці сезону перша команда з кожної групи, не залежно аматорська чи резервна, виходили у фінальний раунд, де боролись за звання найкращої команди дивізіону.

## Переможці за роками
| Сезон | Чемпіон      |
| ----- | ------------ |
| 1972  | Нансі Б      |
| 1973  | Віттель      |
| 1974  | Нант Б       |
| 1975  | Бастія Б     |
| 1976  | Не-ле-Мін    |
| 1977  | Сент-Етьєн Б |
| 1978  | Ам'єн        |
| 1979  | Віші         |
| 1980  | Сент-Етьєн Б |
| 1981  | Вобан        |
| 1982  | Вобан        |

| Сезон | Чемпіон  |
| ----- | -------- |
| 1983  | Тулуза Б |
| 1984  | Осер Б   |
| 1985  | Ніцца Б  |
| 1986  | Осер Б   |
| 1987  | Сошо Б   |
| 1988  | Осер Б   |
| 1989  | Ніцца Б  |
| 1990  | Осер Б   |
| 1991  | Седан    |
| 1992  | Осер Б   |
| 1993  | Ліон Б   |